# Paróquia de West Baton Rouge
A Paróquia de West Baton Rouge é uma das 64 paróquias do estado americano da Luisiana. A sede da paróquia é Port Allen, e sua maior cidade é Port Allen.
A paróquia possui uma área de 527 km² (dos quais 32 km² estão cobertas por água), uma população de 21 601 habitantes, e uma densidade populacional de 44 hab/km² (segundo o censo nacional de 2000). A paróquia foi fundada em 1807 com o nome de Baton Rouge, assumindo seu nome atual em 1812.